# Fernando Soriano
Fernando Soriano Marco (ur. 24 września 1979 w Saragossie) – hiszpański piłkarz grający na pozycji środkowego pomocnika.

## Kariera klubowa
Soriano jest wychowankiem Realu Saragossa. W latach 1998–2001 występował w rezerwach tego klubu, a w 2001 roku został wypożyczony do Recreativo Huelva, grającego wówczas w Segunda División. 25 sierpnia 2001 zadebiutował w jego barwach w lidze, w przegranym 0:1 wyjazdowym spotkaniu z CD Badajoz. W całym sezonie zdobył 5 goli i powrócił do Saragossy. Stał się zawodnikiem pierwszego zespołu, w którym swój debiut zaliczył 14 września 2002 w meczu z Levante UD (2:3). W sezonie 2002/2003 wywalczył z Realem awans do Primera División. W 2004 roku zdobył z Saragossą Puchar Hiszpanii.
Po sezonie 2004/2005 Soriano odszedł z Saragossy, w której pełnił rolę rezerwowego. Został zawodnikiem drugoligowej Almerii. 28 sierpnia zaliczył swój debiut w tym klubie, który przegrał 0:3 na wyjeździe z Numancią. W sezonie 2006/2007 wywalczył z Almeríą awans do Primera División, a w kolejnym przyczynił się do utrzymania zespołu w pierwszej lidze. W Almerii grał do końca sezonu 2009/2010.
Latem 2010 Soriano przeszedł do CA Osasuna, a w 2011 roku wrócił do Almerii.
| Sezon   | Klub              | Kraj      | Rozgrywki        | Mecze | Bramki |
| ------- | ----------------- | --------- | ---------------- | ----- | ------ |
| 2001/02 | Recreativo Huelva | Hiszpania | Segunda División | 39    | 5      |
| 2002/03 | Real Saragossa    | Hiszpania | Segunda División | 38    | 4      |
| 2003/04 | Real Saragossa    | Hiszpania | Primera División | 24    | 3      |
| 2004/05 | Real Saragossa    | Hiszpania | Primera División | 19    | 0      |
| 2005/06 | UD Almería        | Hiszpania | Segunda División | 34    | 7      |
| 2006/07 | UD Almería        | Hiszpania | Segunda División | 21    | 2      |
| 2007/08 | UD Almería        | Hiszpania | Primera División | 34    | 2      |
| 2008/09 | UD Almería        | Hiszpania | Primera División | 24    | 1      |
| 2009/10 | UD Almería        | Hiszpania | Primera División | 35    | 7      |
| 2010/11 | CA Osasuna        | Hiszpania | Primera División | 30    | 2      |
| 2011/12 | UD Almería        | Hiszpania | Primera División | 15    | 3      |
| 2012/13 | UD Almería        | Hiszpania | Segunda División | 25    | 12     |
| 2013/14 | UD Almería        | Hiszpania | Primera División | 35    | 4      |
| 2014/15 | UD Almería        | Hiszpania | Primera División | 28    | 3      |
| 2015/16 | UD Almería        | Hiszpania | Segunda División | 23    | 0      |